# Marcelina Bautista
Marcelina Bautista Bautista (Nochistlán, Oaxaca, 25 d'abril de 1966) és una activista social, sindicalista i treballadora de la llar mexicana. És fundadora del SINACTRAHO (Sindicato Nacional de Trabajadores y Trabajadoras del Hogar), el primer sindicat format per treballadores de la llar a Mèxic. L'any 2021, va ser inclosa a la llista 100 Women de la BBC, que reconeix a dones inspiradores i influents de tot el món.

## Biografia
Bautista és originària de Tierra Colorida Apasco, Nochistlán, Oaxaca, i va néixer a una família camperola d'origen mixtec. Als 14 anys es va veure obligada per raons econòmiques a deixar a la seva família i a no continuar estudiant, per anar a Ciutat de Mèxic a treballar com a treballadora de la llar. Bautista acumula des de llavors una experiència de 22 anys com a treballadora de la llar i ha coordinat diferents campanyes per donar visibilitat als 2,4 milions de treballadores de la llar que es calcula que hi ha a Mèxic i mostrar els problemes que enfronten.
Baustista va fundar l'any 2000 el Centro de Apoyo y Capacitación para Empleadas del Hogar (CACEH), des d'on va promoure els drets humans i laborals de les treballadores de la llar. L'agost del 2015 Bautista va contribuir a posar en marxa el procés de sindicalització d'aquest sector laboral a Mèxic, que va culminar amb la creació del SINACTRAHO, el primer sindicat nacional de treballadores i treballadors de la llar a Mèxic. SINACTRAHO està afilada a la Unión Nacional de Trabajadores de México (UNT), una de les majors federacions sindicals del país, i és organització fundadora de la Federació Internacional de Treballadors de la Llar (FITD). Bautista va ser secretaria general col·legiada durant tres anys del primer període del sindicat.
Bautista va ser escollida Secretaria General de la Confederació Llatinoamericana i del Carib de Treballadores de la Llar (CONLACTRAHO) en el període que va entre els anys 2006 i 2012 i Coordinadora Regional de la Xarxa Internacional de Treballadores de la Llar entre 2009 i 2013. Posteriorment va ser escollida Coordinadora Regional per a Amèrica Llatina de la Federació Internacional de Treballadors de la Llar (FITH) entre 2013 i 2016. Actualment, és la directora de CACEH i segueix treballant en col·laboració amb el SINACTRAHO.
Bautista va participar activament en la redacció del Conveni sobre les treballadores i els treballadors domèstics de l'OIT, aprovat l'any 2011 a Ginebra, Suïssa. Al febrer de 2019, Bautista va assistir a la cerimònia dels premis Oscar convidades pel director de la pel·lícula Roma, Alfonso Cuarón. Ha estat nomenada a la revista Forbes com una de les 100 Dones més poderoses de Mèxic l'any 2019.

## Premis i reconeixements
Pel seu treball en la defensa i promoció dels drets humans i laborals de les treballadores de la llar des de fa més de 30 anys, ha estat guardonada amb:
- 2006 - Premi Hermila Galindo, atorgat per la Comissió de Drets Humans del Districte Federal de Mèxic[2]
- 2010 - Premi de Drets Humans del Friedrich Ebert Stiftung d'Alemanya[9]
- 2013 - Premi Nacional per la Igualtat i la No Discriminació atorgat pel CONAPRED de Mèxic[13]
- 2017 - Medalla Omecíhuatl, atorgat per l'Institut de les Dones de la Ciutat de Mèxic[14]
- 2018 - Medalla al Mèrit Hermila Galindo, atorgat pel Congrés de la Ciutat de Mèxic, a través de la Comissió d'Igualtat de Gènere[15]
- 2021 - Inclosa a la llista 100 Women de la BBC de 2021.[4]